# Carrier Air Group Thirteen
Le Carrier Air Group Thirteen (CVG-13) était une escadre aérienne embarquée de l'US Navy (plus tard appelée Carrier Air Wing) établie pour une courte période de la Seconde guerre mondiale à la fin de la guerre froide. Trois unités différentes ont été nommées Carrier Air Group Thirteen (CVG-13), bien que chacune de ces unités ait une lignée distincte.

## Escadres aériennes embarquées désignées CVG-13
Il y eut trois Carrier Air Groups désignés Carrier Air Group Thirteen qui existaient entre 1943 et 1962. Tous les trois étaient des unités séparées et distinctes et aucun des trois ne partage une lignée entre eux ou avec le Carrier Air Wing Thirteen.

### Premier Carrier Air Group Thirteen (1943-1945)
Le premier Carrier Air Group Thirteen a été créé le 2 novembre 1943 et a servi pendant toute la durée de la Seconde Guerre mondiale. Le groupe aérien a servi à bord de l'USS Franklin (CV-13) dans le Pacifique. Avec le retrait des forces militaires américaines après la guerre, le groupe a été dissous le 20 octobre 1945.

### Second Carrier Air Group Thirteen (1944-1949)
Le deuxième Carrier Air Group Thirteen a été initialement créé sous le nom de Carrier Air Group Eighty One (CVG-81) le 1er mars 1944. Le 1er novembre 1946, le groupe a été renommé CVAG-13 et le 1er septembre 1948, il a été renommé CVG-13.

### CVG-81

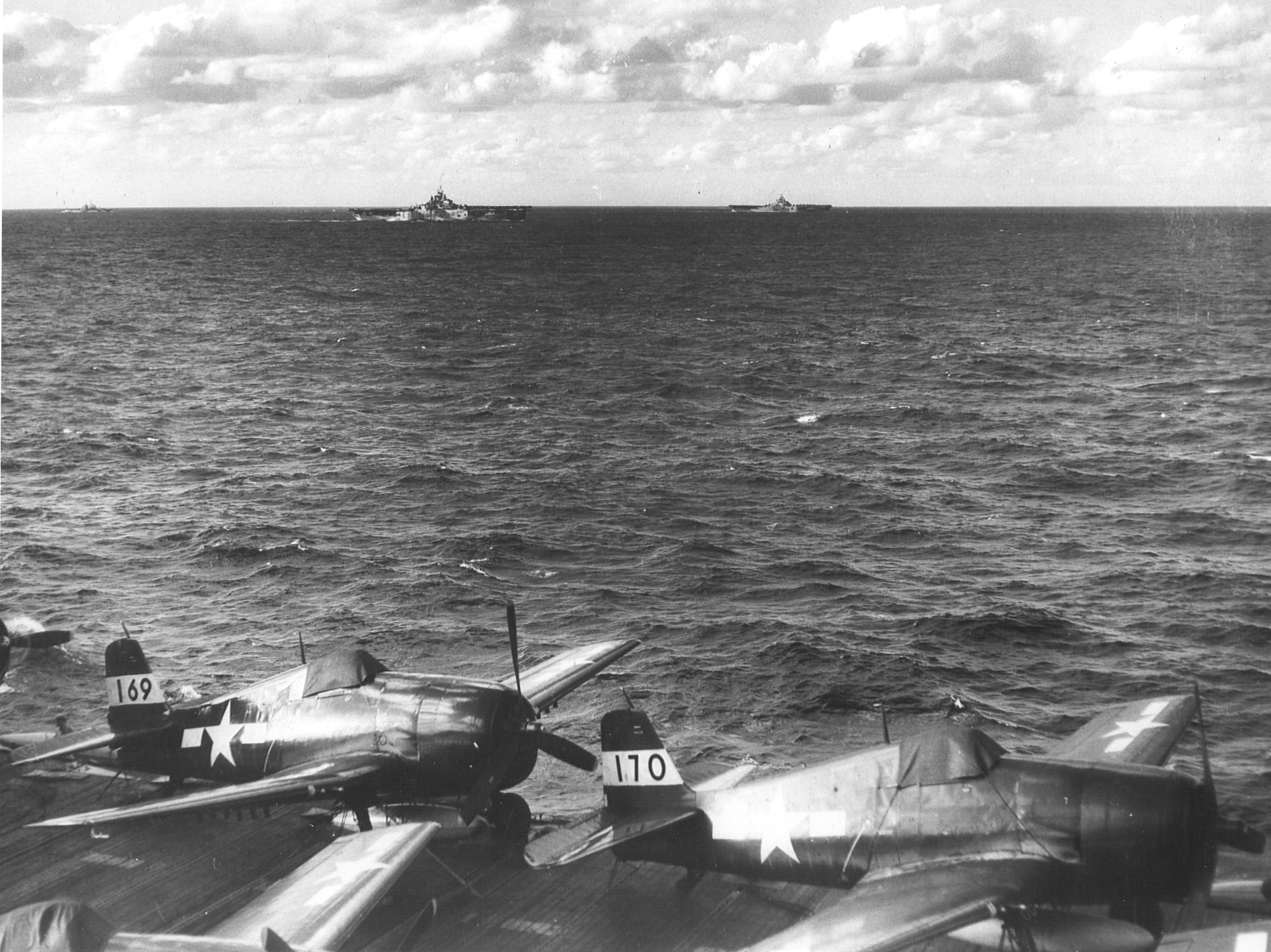
Chasseurs du VF-81 sur USS Wasp en 1945

Tel que formé à l'origine, le groupe se composait de trois escadrons, ce qui lui donnait un équilibre entre les capacités de chasse, de torpillage et de bombardement en piqué. Selon les normes de la Marine, les escadrons étaient numérotés pour correspondre au groupe aérien, étant ainsi désignés VF-81 (chasseur), VT-81 (torpilleur) et VB-81 (bombardier en piqué). Le groupe a été embarqué sur l'USS Hancock (CV-19) pour être transporté à Hawaï, puis a passé son premier déploiement à bord de l'USS Wasp (CV-18) entre le 10 novembre 1944 et le 13 mars 1945. Au cours de ce déploiement dans le Pacifique ouest, les escadrons de marine VMF-216 (en) et VMF-217 (en) ont été attachés au groupe, ajoutant un nombre important de chasseurs-bombardiers au complément de l'USS Wasp.

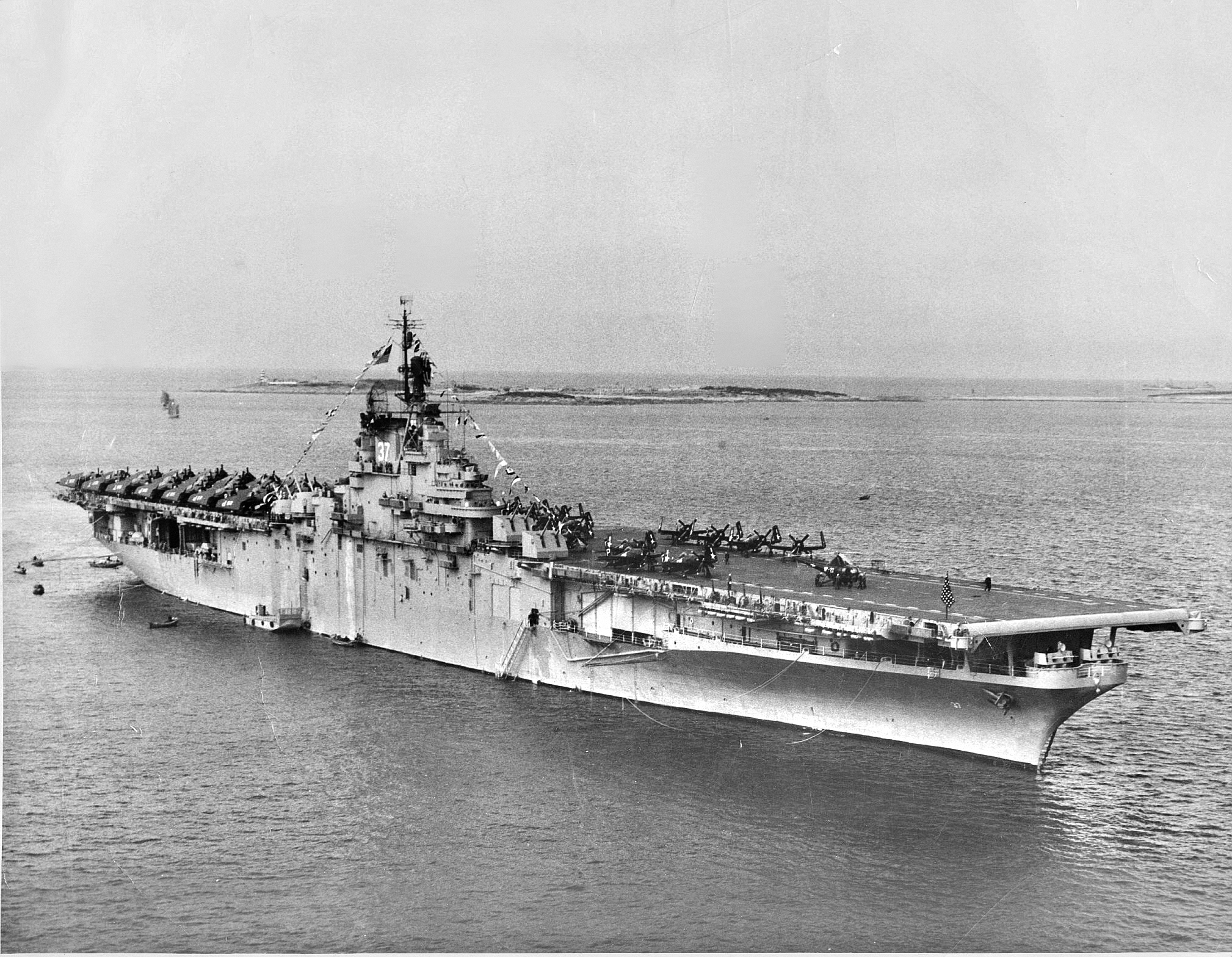
USS Princeton

Après la guerre, le groupe aérien effectua un deuxième déploiement dans le Pacifique occidental, cette fois à bord de l'USS Princeton (CV-37) entre le 3 juillet 1946 et le 15 avril 1947. À ce stade, un quatrième escadron avait été ajouté au groupe :VBF-81, un escadron de chasseurs-bombardiers. L'unité a transité par le canal de Panama sans VB-81 avant de s'embarquer sur Pacifique occidental avec son effectif complet.

### CVAG-13
Peu de temps après le retour du groupe de ce déploiement, la Marine a changé son système de désignations de groupe aérien en un système désignant le type de transporteur auquel le groupe était affecté et donc son complément général de types d'avions. Dans cette optique, le CVG-81 a été renommé Attack Carrier Air Group Thirteen (CVAG-13) le 15 novembre 1946. En tant que groupe aérien de porte-avions d'attaque, l'unité était composée de deux escadrons de chasse (VF-13A et VF-14A) et deux escadrons d'attaque (VA-13A et VA-14A). 
Le groupe aérien était stationné au Naval Air Station North Island (NAS San Diego) entre 1948 et 1949.

### CVG-13
Le 1er septembre 1948, la marine a inversé le cours des désignations des groupes aériens, abandonnant «l'attaque» de leur part et renommant CVAG-13 simplement en tant que Carrier Air Group Thirteen (CVG-13). En tant que deuxième unité à porter ce nom, ses escadrons ont également été renommés, les escadrons de chasse devenant VF-131 (en) et VF-132 tandis que les escadrons d'attaque sont devenus VA-15 (U.S. Navy) (en) et VA-135 (U.S. Navy) (en). Un détachement du HU-2 a également été attaché pour fournir les hélicoptères Piasecki HUP à bord pour les tâches de transport et de sauvetage. Le CVG-13 s'est à nouveau déployé dans le Pacifique Ouest sur l'USS Princeton entre le 1er octobre 1948 et le 23 décembre 1948. 
Le CVG-13 a été dissous le 30 novembre 1949.

### Troisième Carrier Air Group Thirteen (1961-1962)

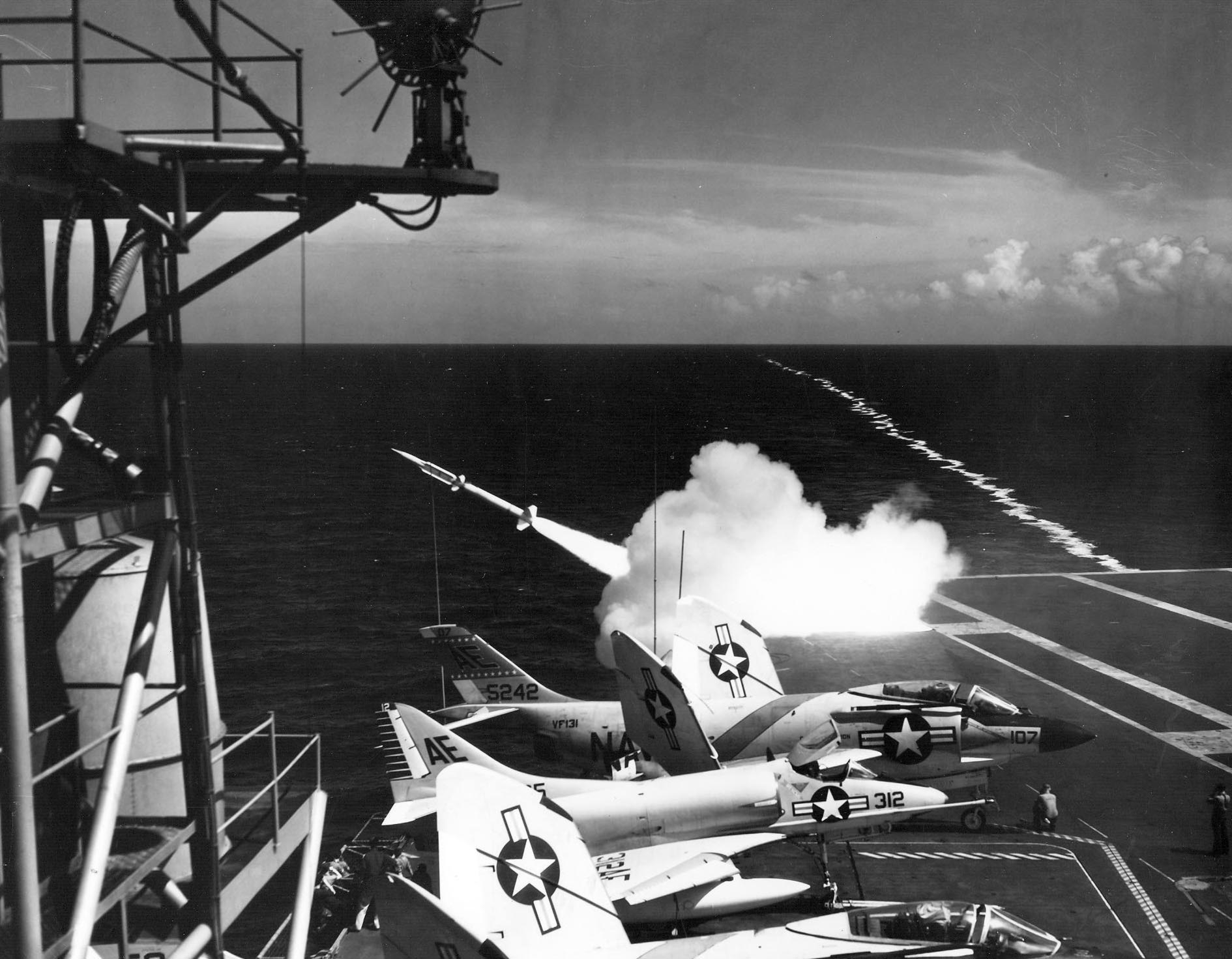
Sur USS Constellation durant Programme Mercury

Le troisième Carrier Air Group Thirteen a été créé le 21 août 1961. Il a été déployé lors d'essais dans les Caraïbes sur l'USS Constellation (CVA-64) du 3 mars 1962 au 6 mai 1962. Ce groupe a été affecté aux escadrons de chasseurs rétablis (VF-131 (en) et VF-132), les escadrons d'attaque (VA-133 (U.S. Navy) (en), VA-134  et VA-135 (U.S. Navy) (en)) et l'escadron d'attaque lourde VAH-10. De plus, des détachements de HU-2 (Piasecki HUP), VAW-12 et VFP-62 étaient avec le groupe pendant leur déploiement. Ils participèrent au Programme Mercury.
Après son retour de croisière, le CVG-13 a été supprimé le 1er octobre 1962.

## Galerie

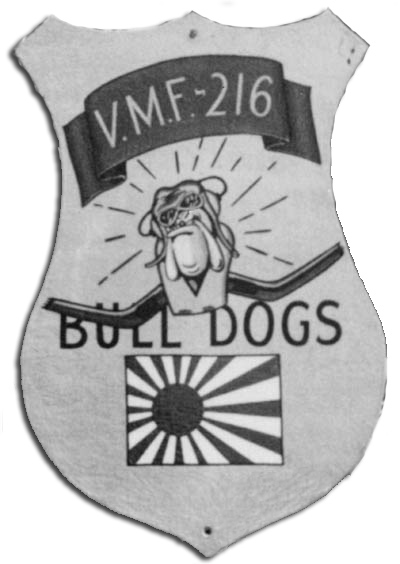
Insigne du VMF-216
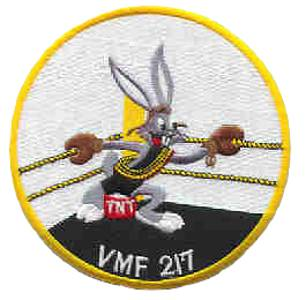
Insigne du VMF-217
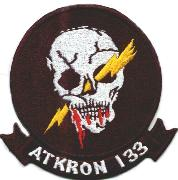
Insigne VA-133
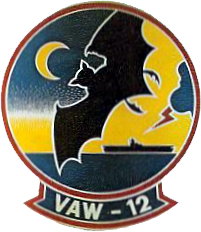
Insigne du VAW-12
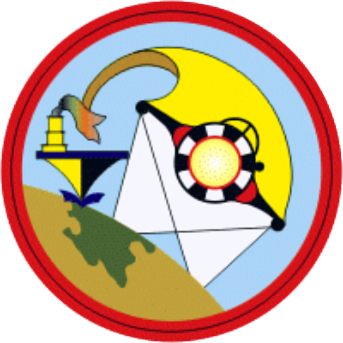
Insigne du VFP-62